# Voo American Airlines 6780
O voo American Airlines 6780, o primeiro acidente fatal de um Convair 240, ocorreu em 22 de janeiro de 1952.
A aeronave de hélice dupla estava na rota Buffalo-Rochester-Syracuse-Newark. Na aproximação final da pista 6 do Aeroporto Internacional de Newark usando o sistema de pouso por instrumentos, caiu às 15:45 em uma casa no cruzamento das ruas Williamson e South, na cidade de Elizabeth, Nova Jérsei, aproximadamente 3,4 milhas (5,47 quilômetros) a sudeste de Newark. A causa do acidente nunca foi determinada.
O avião, que havia percorrido 2 100 pés (640 metros) fora do curso para a direita, por pouco não atingiu a Escola Battin High para meninas, que havia dispensado para o dia apenas 45 minutos antes.

## Vítimas
Todos os 23 ocupantes a bordo (20 passageiros e três tripulantes), mais sete pessoas em terra, morreram no acidente e no incêndio a seguir.
O capitão Thomas J. Reid, cuja casa ficava a apenas alguns quarteirões da cena do acidente, havia retornado recentemente de um transporte aéreo ao Japão; sua esposa ouviu o acidente e disse aos repórteres que planejavam se mudar para uma casa que haviam construído em Point Pleasant, Nova Jérsei.
Entre os passageiros estava Robert P. Patterson, jurista e ex-subsecretário de Guerra de Franklin Delano Roosevelt e ex- secretário da guerra de Harry S. Truman. Patterson estava voltando da reunião com Thomas J. Watson, da IBM, que havia acabado de contratá-lo para um novo caso no dia anterior. Patterson terminou um caso federal em Buffalo mais cedo do que o esperado no dia anterior e trocou sua passagem ferroviária pelo assento da aeronave, de acordo com a edição de 23 de janeiro do jornal Deseret News. Também estavam a bordo o ex-correspondente de guerra John F. Chester e os funcionários da Administração Civil de Aeronáutica dos Estados Unidos, George T. Williams e John D. Rice, ambos envolvidos no desenvolvimento de sistemas de radar de aeroportos e auxílios à navegação.
Um dos mortos no chão era uma menina de sete anos, Donna Mandel. Sua irmã de dois anos de idade, Linda, foi gravemente queimada. Uma terceira irmã, Judy Mandel, que nasceu após o acidente, escreveu um livro de memórias sobre o acidente e seus efeitos sobre sua família e identidade, Replacement Child.

## Resultado
Este foi o segundo de uma série de três acidentes a atingir a cidade de Elizabeth em menos de dois meses. Em 16 de dezembro de 1951, um Curtiss C-46 da Miami Airlines havia colidido com o Rio Elizabeth pouco depois da decolagem, com 56 pessoas a bordo e nenhum sobrevivente.
O terceiro acidente, o voo National Airlines 101, em 11 de fevereiro de 1952, matou 29 das 63 pessoas a bordo e perdeu por pouco um orfanato. Após protestos públicos, o Aeroporto de Newark foi imediatamente fechado pela Autoridade Portuária de Nova Iorque e permaneceu assim por nove meses, até 15 de novembro. O Estado de Nova Iorque aprovou uma lei exigindo que as operadoras abordassem os aeroportos sobre a água sempre que possível.
O presidente Harry Truman lançou uma comissão temporária de inquérito, liderada por Jimmy Doolittle, para estudar os efeitos dos aeroportos em seus vizinhos. O relatório recomendou o estabelecimento de leis efetivas de zoneamento para impedir a construção de escolas, hospitais e outros locais de reunião sob os caminhos finais.
Os três acidentes mais tarde inspiraram a escritora e residente em Elizabeth Judy Blume em seu romance de 2015, In the Unlikely Event.